# Onthophagus cavia
Onthophagus cavia là một loài bọ cánh cứng trong họ Bọ hung (Scarabaeidae).